# Matúš Putnocký
Matúš Putnocký (ur. 1 listopada 1984 w Preszowie) – słowacki piłkarz występujący na pozycji bramkarza w słowackim klubie  Partizán Bardejów. Wychowanek BŠK Bardejov, w swojej karierze reprezentował także barwy FC Ličartovce, MFK Košice, Slovana Bratysława, FC Nitra, MFK Ružomberok, Ruchu Chorzów, Lecha Poznań, Śląska Wrocław oraz Sandecja Nowy Sącz.

## Sukcesy

### Indywidualne
- Bramkarz sezonu Ekstraklasy: 2016/17[1]